# Gaetano Chierici (archéologue)
Pour les articles homonymes, voir Gaetano Chierici et Chierici.
Gaetano Chierici, né le 24 septembre 1819 à Reggio d'Émilie et mort le 3 janvier 1886 à Reggio d'Émilie, est un préhistorien et archéologue italien.

## Biographie
Cadet d'une famille de onze enfants, il fait des études d'arts à l’École des beaux-arts mais les abandonne rapidement. Il entre alors chez les Jésuites, mais devant la discipline trop sévère, son père le retire. En 1838, il étudie au collège du séminaire et en sort prêtre en 1842.
Il voyage en 1844 à Rome pour y étudier l'Antiquité et de 1844 à 1846 accompagne en Sicile Achille Sidoli. En 1847, il devient professeur au séminaire. Lorsqu'en 1848 le roi de Sardaigne Charles-Albert déclare la guerre à l'Autriche, il rassemble des fonds pour la garde civile et appelle à la guerre d'indépendance.
Au rétablissement de François V à Modène, il est interdit d'enseignement et de tout emploi public. Il réunit alors chez lui une société secrète luttant pour l'unité. Dénoncé, il doit fuir et se rend à Milan, Venise, Mantoue, La Spezia, Gênes, Turin, Vérone puis, en 1858, obtient un poste de professeur de philosophie au séminaire de Guastalla.
En 1859, il peut revenir à Reggio où lui est offert un poste d'enseignant de logique et de métaphysique au lycée. Fidèle à ses idéaux libéral, il est interdit de confession en 1863.

## Archéologie
Le premier à mener des recherches systématiques dans la région de Reggio d'Émilie, il devient membre de la Deputazione di Storia Patria à sa fondation en 1860. Il fouille alors le site romain de Galeazzo Ciano et y devient le président d'une commission de fouilles.
À partir de 1862, il étudie les villages néolithiques du Reggiano et effectue des fouilles stratigraphiques rigoureuses, établissant des comparaisons ethnologiques.

## Muséologie
Dès 1849, il étudie les possibilités de créer un lieu pour réunir les antiquités découvertes.
Il crée en 1862 le Gabinetto d'Antichità Patrie et en est élu directeur en 1864. Il fonde alors à partir de celui-ci le Museo di Storia Patria, un des musées les plus importants d'Italie pour la Préhistoire.
Il participe en 1871 au Congrès international d’anthropologie et d'archéologie de Bologne et contribue à l'Exposition italienne. Présent en 1872 au congrès de Bruxelles, il devient en 1875 Inspecteur de la Direction générale des musées et des fouilles du royaume et organise un véritable réseau de fouilles et fonde avec Luigi Pigorini et Pellegrino von Strobel le Bollettino di paletnologia italiana où il publiera de nombreux articles. Il établit aussi un système de dons et d'échanges avec d'autres musées italiens. Le Musée de Reggio devient alors un modèle admiré dans le monde entier en permettant une vision s’échelonnant à partir du Néolithique et obtient même la médaille d'or de l'exposition d’anthropologie générale de Turin.

## Publications
- Il Museo di Storia Patria di Reggio nell'Emilia, in Bollettino di Paletnologia Italiana no 5, 1879, p.177-197